# 乙女の剣と秘めごとコンチェルト
『乙女の剣と秘めごとコンチェルト』（おとめのけんとひめごとコンチェルト）は、株式会社ウィルプラスのゲームブランドensembleより2023年7月28日に発売された、成年向けの恋愛アドベンチャーゲームである。
ensembleおよびその姉妹ブランドensemble SWEETの乙女シリーズの一作であり、女装した主人公が騎士道教育を特色とする女学園に通い、女生徒たちの中に溶け込んで、学園の一大イベントである歌劇に挑戦するという内容を描いている。シリーズの従来作品と比較して、主人公やヒロインたちの衣装は露出が多く、性的なものになっている。
2023年度の萌えゲーアワードにおいて、純愛系作品賞を受賞している。

## あらすじ
本作は、マウスクリックなどでテキストを読み進め、途中表示される選択肢から主人公の行動を選んでいくことで物語が分岐・進行する恋愛アドベンチャーゲームである。マルチエンディング形式を採用しており、ヒロイン4人とサブキャラクター1人のシナリオが用意されている。
物語のキーパーソン・宮守睦月（）は、代々女系によって受け継がれてきた山奥の温泉旅館に男子として生まれ、女の子を待望していた両親により女として育てられた。幼い睦月は綺麗な容姿で、しばしば宿泊客たちに歌を披露しては喜ばれていた。睦月の才能は、客としてやってきていた有名なオペラ歌手・空木陽子（）によって見いだされる。娘さんを私のところに預けてみないかという提案に、睦月の両親は、睦月は本当は男であることを打ち明けて断ろうとしたが、陽子はソプラニスタという道もあると両親を説得し、睦月を街の合唱団に引き取る。
陽子には睦月と同年代の息子がおり、名前を空木日向（）といった。日向もまた合唱団に参加しており、睦月と日向はよき友人・よきライバルとなった。ある日、睦月は日向から告白されるが、本当は男であるなどといえず、日向は私よりかわいいから駄目と言って断ってしまう。振られた日向は合唱団をやめ、睦月の前から姿を消す。
やがて成長した睦月は陽子の口利きで、歌を学べるという女子校・銀蘭学園に入学する。学園長のニナ・クリオーネは陽子の知り合いであり、睦月の本当の性別は秘匿してもらえることになった。この銀蘭学園は騎士道教育を特色としており、生徒同士が剣を戦わせる「舞闘（）」という競技と、勝利した生徒が騎士役として参加する「歌劇アリア」という大きなイベントが毎年開催されていた。新入生の睦月はその実力からすぐにアリアの歌姫役に推されるが、本当は男子である自分が歌姫になっていいものかと悩んだ末辞退する。
1年後、アリアの開催が再び間近に迫ったある日、剣術指南の教員の人手が足りなくなり、卯花陽菜（）という少女が代理の指南役・兼生徒として編入してくる。小さいころから剣道の道場に通い、その後はヨーロッパに留学して西洋剣術を修めた実力者で、若年ながらも指南役を任されることになったという陽菜のことが、睦月は不思議と気になった。その陽菜が特別に舞闘に参加することになり、睦月もついに歌姫役を引き受ける。睦月の周りは陽菜や、元同級生の小柴杏奈（）、前年優勝者の天海依夜（）、留学生のクレール・メルル、1年生の椋木梨理（）といった騎士役候補の少女たちで賑やかになる。
（以下、睦月ルート）
優勝候補と目されていた陽菜であったが、強敵の前に準決勝で敗退してしまう。決勝進出の生徒らと歌姫役の生徒は歌劇の練習のために合宿をおこなうことになっていた。少女たちと共同生活を送ることになった睦月は女装が露見しないよう、入浴や着替えを別にするなど細心の注意を払った。ところがそこへ、手持ち無沙汰になった陽菜が不意に差し入れにやってきて、油断していた睦月は裸を見られてしまう。互いにショックを受けた二人はともに眠れない一夜を過ごす。
翌日、睦月が陽菜にこれまでの一切を打ち明けて、女装して女学園に通っていることを詫びると、陽菜は睦月を職員寮の自分の部屋へ誘う。女子の部屋に入った睦月が緊張していると、そこへ成長した日向が現われる。実は陽菜の正体は女装した日向であった。日向は、睦月にかわいいと言われ傷ついたため、以来男らしくなるために剣の腕を磨いており、男子禁制の銀蘭ではニナの指図で女装して指南役をしていたのである。急速に接近した睦月と陽菜の仲をいぶかしむ声は、ニナの機転で歌劇アリアのステージにドレス姿の二人が登場して歌を披露すると、歓声に変わった。その年のアリアは「二人の協奏曲（）」と呼ばれ、語り継がれていくことになる。日向が女装して銀蘭学園に編入し、再び歌の道を進むよう仕向けたのは、陽子であった。

### ミニゲーム
初回版の期間限定特典として、ミニゲーム『乙女シリーズミニゲーム 二つのアリア』が公式サイトでダウンロード配布された。乙女シリーズの第4作『乙女が奏でる恋のアリア（乙奏）』（2014年）の登場人物たちが本作舞台の銀蘭学園を訪れ、睦月や陽菜らと交流する内容を描いている。

## スタッフ
本作のシナリオは、『乙奏』に参画していた水瀬拓未が一人で執筆したものである。キャラクターデザインは武藤此史、綾瀬はづきらが務めた。宮守睦月は月野きいろ、卯花陽菜は橘まおがそれぞれ演じ、その他登場人物のキャストは「キャスト一覧」のとおりである。乙女シリーズの主題歌はDucaが歌うことが定番になっており（本作時点）、本作でもDucaが起用されている。
| 役名                 | 声優         |
| -------------------- | ------------ |
| 卯花陽菜（空木日向） | 橘まお       |
| 小柴杏奈             | 円志乃       |
| 天海依夜             | 風鈴みすず   |
| クレール・メルル     | 白月かなめ   |
| 椋木梨理             | 榎本ねむ     |
| 宮守睦月             | 月野きいろ   |
| 椋木美実             | 加々美澪     |
| ニナ・クリオーネ     | 今谷皆美     |
| 諏訪宗千佳           | 手塚りょうこ |

- プロデューサー・ディレクター - 真田昌樹[4]
  - アシスタントディレクター - しゆき[4]
- シナリオ - 水瀬拓未[3]
- 原画 - 武藤此史、綾瀬はづき、湊みなも、えーたろー[3]
  - サブ原画 - ホームラン[3]
  - SD原画 - のいと[3]
- CGチーフ - あつろう[4]
- 背景 - takuji、羽津樹[4]
- 音楽 - ミリオンバンブー[4]
- OP・EDムービー - KIZAWA studio[4]

### 主題歌
オープニングテーマ「Sparkle」
作詞・歌 - Duca / 作曲・編曲 - 竹下智博
エンディングテーマ「恋心協奏曲」
作詞 - 夏花 / 作曲 - ロドリゲスのぶ / 編曲 - 小泉孝輔 / 歌 - 片霧烈火

## 制作
| 2009 | 花と乙女に祝福を               |
| 2010 |                                |
| 2011 |                                |
| 2012 | 乙女が紡ぐ恋のキャンバス       |
| 2013 | 桜舞う乙女のロンド             |
| 2014 | 乙女が奏でる恋のアリア         |
| 2015 |                                |
| 2016 | 乙女が彩る恋のエッセンス       |
| 2017 | 想いを捧げる乙女のメロディー   |
| 2018 | 乙女が結ぶ月夜の煌めき         |
| 2019 |                                |
| 2020 |                                |
| 2021 | 星の乙女と六華の姉妹           |
| 2022 | 乙女とふれあう、ひとつ屋根の下 |
| 2022 | 華は短し、踊れよ乙女           |
| 2023 | 乙女の剣と秘めごとコンチェルト |
| 2024 |                                |
| 2025 | 宿りし乙女の誓いと魔法         |

水瀬は企画段階から携わり、設定部分に関してもディレクターの真田昌樹と活発に意見を交換した。乙女シリーズの中で、騎士・戦闘要素は『乙奏』ですでに出ていた。『乙奏』はチーム戦による駆け引きに主眼を置いていたところ、本作では個人戦にフォーカスを当てることになった。ビジュアル面では鎧の下に着るエッチなインナーが見所とされた。とはいえ水瀬は、乙女シリーズに新風を吹き込みつつも、プレイ感覚が従来のシリーズ作品から逸脱しないよう配慮した。
乙女シリーズは女の子同士の行為にも見えるエッチシーンや、主人公が受け身になるシチュエーションが好評を博している。水瀬は、執筆に先立ち、自身が関わったものも含めてシリーズ過去作品のエッチシーンを再度研究した。その上で、基本は踏襲しつつ、キャラクターの魅力を引き出せるようなシチュエーションを意識するようにした。インナーを着用してのシーンは必ず入れた。
タイトルの一部の「秘めごと」には、「主人公の秘密＝女装」という意味だけでなく、「乙女（本作ヒロイン）には誰しも秘密がある」というような意味も込められている。水瀬は、「それぞれの秘密を知っていくことで、他のルートで感じた疑問が解決する、なんてことがあるかもしれません」と語り、本作のキーパーソンは宮守睦月であろうと述べている。

### 舞台設定
舞闘は、立体投影の独自システムを備えた「テアトル」という学園内の施設で開催されるという設定になっている。水瀬によれば、これは「一言でいうと「ゴーグル不要なAR」」であり、プロジェクションマッピングやホログラムなどが組み合わさって実現されているという設定である。
主人公やヒロインたちが身にまとう武器や鎧は、すべて立体投影の産物という設定である。立体投影で使用できる武器は生徒それぞれで異なりうる。陽菜はロングソードを片手持ちと両手持ちで使い分けて、様々な局面に対応しようとする。杏奈は、片手剣と盾で防御に特化したキャラクターである。依夜の武器は打刀であり、剣道がベースとなっている。クレールは我流のハルバードを使いこなし、フェンシングの実力者である梨理はレイピアを使う。エッチなインナーはそうした立体投影を反映させるベースという設定であるため、全員がそれを着用した姿で描かれる。
『乙奏』の舞台である深皇学園と本作舞台の銀蘭学園は、ともにヨーロッパのアリアンロッド女学院を姉妹校にしている設定になっている。

### キャラクターメイキング・収録
卯花陽菜（空木日向）
- 水瀬は、陽菜を「見た目は可愛いけど内面は真っ直ぐな男のコ」であるとし、自然なイケメンムーブはヨーロッパ留学の経験で身についたものと説明している。
- 橘まおが主人公を演じたのは本作が初めてであった。橘にとり、ヒロイン全員のかわいさに接することができたのは新鮮な体験であった。橘は、日向のコンプレックスでもある「かわいい」をどう醸し出すかという点で、キャラ作りに苦心した。女装時・非女装時、相手やシチュエーションなどに応じた演じ分けも大変であったと語っている。

小柴杏奈
- 水瀬は、杏奈のことを上級生や同級生からかわいがられる元気と明るさの持ち主であるとし、一方で、親切だがそれを押しつけるようなことはせず、乙女らしい控え目な一面もあると説明している。
- 杏奈を演じた円志乃は、台本に目を通したとき「杏奈ちゃんはHするときこの属性なのか!!」と驚き、エッチシーンではその点に留意して演じた。特典の『二つのアリア』で『乙奏』以来の西條綾香を演じられたことが嬉しかったと語っている。

天海依夜
- 水瀬は、依夜のことを口数が少なく捉えどころがない不思議キャラではあるとしつつ、内面は責任感と思いやりに満ちていると説明している。
- 風鈴みすずは、「自然体のジト目」を前面に押し出すように依夜を演じた。収録中、台詞を読み違えてしまったところ、水瀬がその台詞でシナリオを書き直したことがあったと明かしている。

クレール・メルル
- 水瀬は、クレールを積極的で世話好きの年上キャラクターであると説明し、さらに巨乳で包容力があり、いたずら好きで属性に隙がないと語っている。
- 白月かなめは初回収録時のテストの際、「とにかく包容力たっぷりで」と指示された。ensemble作品への出演が多かった白月は、既に演じたキャラクターと被らないよう演技を調整したが、収録の前半は順調とは言いがたいものになった。白月は、年上ヒロインが主人公を翻弄するシーンは演じていて楽しかったと語っている。

椋木梨理
- 水瀬は、梨理のことを「チョロい」（作中で美実が梨理を評した台詞）ところのある健気な努力家であるとしている。
- 榎本ねむもまた、梨理のことを「程よい生意気さからのデレの流れ、積極的なのに実は余裕ないところ、とぉてもメスガキ」と評しており、演じていて楽しかったと振り返っている。戦闘中の動きを演じるのに苦労し、助言をもらいながらの収録であった。

宮守睦月
- 水瀬によれば、企画の初期段階から主人公の初恋の相手という役割と、本当は男子であるという設定が決まっていて、完成まで揺らぐことはなかった。公式サイトの紹介文も水瀬によるもので、睦月の本当の性別をあえてほのめかすようにしたという。

## 反響
本作は、2023年3月24日に公式サイトが公開された。水瀬によれば、サイト公開直後のユーザーの反応は「あの格好でなにするの？」といったものが多かったという。続く4月28日には体験版が配布された。当初は6月30日発売の予定であったが、開発遅延のため5月26日に延期が告知され、7月28日に発売された。通常版と豪華版（ROYAL EDITION）が用意され、後者にはサウンドトラックCD、アクリルスタンドなどが付属した。

### 売り上げ
本作は発売月（2023年7月）の売り上げにおいて、Getchu.comの集計では通常版が2位、豪華版が5位、アダルトゲーム月刊誌『BugBug』の集計では3位、同『メガストア』の集計では4位を記録した。発売年（2023年）においては、『BugBug』の集計では年間上位10位の圏外であった。

### 人気投票
| 部門名       | Getchu.com | BugBug    |
| ------------ | ---------- | --------- |
| 総合         | 圏外/10位  | 10位/20位 |
| シナリオ     | 圏外/5位   | 圏外/10位 |
| グラフィック | 圏外/5位   | 部門なし  |
| 音楽         | 圏外/5位   | 圏外/10位 |
| システム     | 圏外/5位   | 圏外/10位 |
| ヴォイス     | 部門なし   | 圏外/10位 |
| ムービー     | 圏外/5位   | 部門なし  |
| エッチ       | 圏外/5位   | 圏外/20位 |
| キャラクター | 0人/10位   | 0人/15位  |

本作は発売月（2023年7月）のユーザー人気投票において、Getchu.comの2位を獲得した。発売年（2023年）の人気投票においては、Getchu.comでは全部門で圏外であった。『BugBug』では総合部門の10位を獲得し、その他の部門では圏外であった。
また、発売後の8月に公式サイトでキャラクター人気投票が実施されている。椋木梨理が1位となり、宮守睦月・卯花陽菜はそれぞれ2位、4位という結果であった。

### 批評
体験版について『BugBug』は、緊迫した戦闘シーンや少女同士の友情、女学園ならではのコミカルなシーンなどが注目点であると書いている。アダルトゲーム月刊誌『メガストア』は、本作の特集を発売前に組んだに際し、「甲冑を投影する前のレオタードはなかなかきわどいデザインになっており、着せられた女装主人公が焦るのもポイント」と評している。
「萌えゲー.net」上で、マンモス丸谷が本作のレビューをおこなっている。マンモス丸谷は、本作は女装潜入もの一般の例に漏れず、同性と思い込んでスキンシップを図ってくるヒロインたちから、主人公が苦心して秘密を隠し通そうとするという、ポイントを押さえた作りになっているとした上で、日常や戦闘描写における本作独自の設定を「現代を舞台にしつつ、剣と鎧を着た少女どうしのバトルを成立させるためにかなり設定を練っている点に感心させられる」と肯定的に評価している。また、選択したルートに応じて、カデンツァでの対戦相手の組み合わせが変化する点を取り上げ、「すべてのルートで異なる展開の戦いがくり広げられ、勝敗を左右した理由も明確に提示されるため、読み物としての納得感が高い」と分析している。また、エッチシーンでは主人公がヒロインから押し切られ、責められる展開が多くなるため、ふたなりや男の娘、おねショタ好きのユーザーに勧められる作品であると述べている。

### 受賞
本作は2023年度の萌えゲーアワードにおいて、7月発売タイトル月間賞、純愛系作品賞を受賞した。
| \| 日付 \| 賞 \| 部門 \| 候補 \| 結果 \| 出典 \| \| ------------- \| -------------------- \| --------------------------- \| ------------------------------ \| ---- \| ---- \| \| 2023年9月28日 \| 萌えゲーアワード2023 \| 2023年7月発売タイトル月間賞 \| 乙女の剣と秘めごとコンチェルト \| 受賞 \| [29] \| \| 2024年5月17日 \| 萌えゲーアワード2023 \| 純愛系作品賞 \| 乙女の剣と秘めごとコンチェルト \| 受賞 \| [30] \| |                      |                             |                                |      |        |
| 日付 | 賞                   | 部門                        | 候補                           | 結果 | 出典   |
| 2023年9月28日 | 萌えゲーアワード2023 | 2023年7月発売タイトル月間賞 | 乙女の剣と秘めごとコンチェルト | 受賞 | [ 29 ] |
| 2024年5月17日 | 萌えゲーアワード2023 | 純愛系作品賞                | 乙女の剣と秘めごとコンチェルト | 受賞 | [ 30 ] |